# Luis Crisol
Luis Crisol Lafront (Vélez-Rubio, Almería, 18 de julio de 1948) es un político español.

## Biografía
Nació en el seno de una conocida familia de la localidad almeriense de Vélez-Rubio, en donde cursó la educación primaria y el bachillerato. En el año 1981 se trasladó a la ciudad de Elche junto con su familia, y desarrolló su vida profesional en la multinacional Freixenet, en donde ocupó varios cargos ejectutivos.
En 1998 fruto de su integración en la vida social de la ciudad de Elche, fue nombrado real caballero de la Real Orden de la Dama y en 2005, le fue impuesta la medalla de Oro de la Real Orden de la Dama, fruto de la gran labor que realizó difundiendo la cultura ilicitana, en el resto del país. 
En octubre de 2013 se integró en el partido Ciudadanos-Partido de la Ciudadanía donde ha venido desempeñando el cargo hasta la actualidad de Subdelegado territorial de la formación en la provincia de Alicante.
En las elecciones a las Cortes Valencianas de 2015 fue el sexto en la candidatura de la circunscripción de Alicante, posteriormente el 23 de julio de 2015, fue designado senador de designación territorial por la Comunidad Valenciana. 